# 盧一麟
盧一麟（1540年—？年），字禎甫，號明川，四川重慶府巴縣人，民籍。

## 生平
正月十八日生，行一，治《書經》，由縣學生中式辛酉科（1561年）四川鄉試第四十六名舉人，年三十一歲中式隆慶五年辛未科會試中式第一百六十名，第三甲第三百一十五名進士，吏部觀政，授刑部主事，丁憂，九年除工部，十年升员外郎、郎中，十五年升广东参议，十九年五月调补云南参议，二十一年正月升贵州副使整饬畢節兵备。

## 家族
曾祖盧重器；祖盧相；父盧養浩；母周氏。重慶下。妻張氏，繼妻王氏。弟一龍；一豸；一貫；一誠。